# Boato do Henryk Batuta

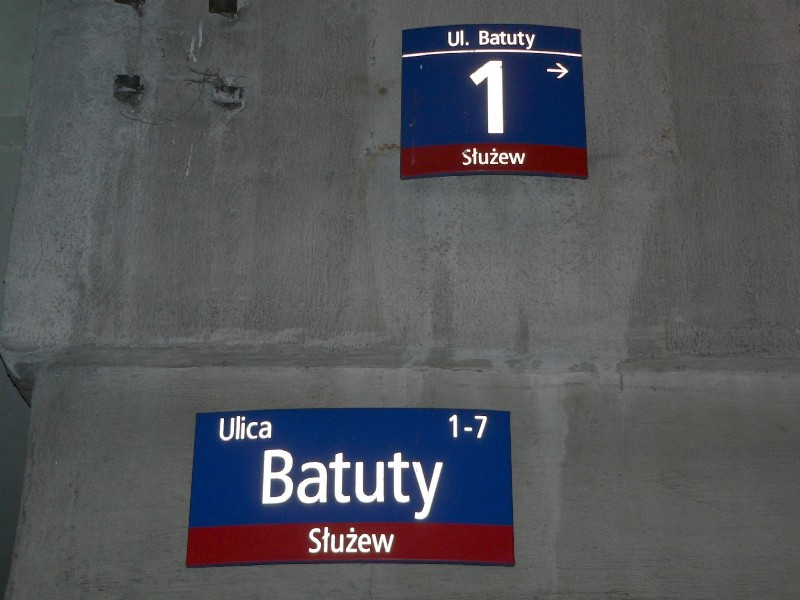
A verdadeira rua Batuta em Varsóvia

O embuste da Henryk Batuta foi um boato perpetrado na Wikipédia em polonês, que durou de novembro de 2004 a fevereiro de 2006.
Os perpetratores deste boato criaram um artigo na  Wikipedia, sobre Henryk Batuta (nascido "Izaak Apfelbaum"), um fictício ativista comunista polonês. A falsa biografia de Batuta dizia que havia nascido em Odessa em 1898, que havia participado da Guerra Civil Russa e lutado com Ernest Hemingway durante a guerra civil espanhola 1936-1939.
O artigo foi criado em 8 de Novembro de 2004, e continha dez longas frases. Ficou exposto na Wikipédia durante 15 meses, até 1º de fevereiro de 2006, quando foi apagado. A mistificação foi oficialmente confirmada em 9 de fevereiro de 2006, quando periódicos poloneses (o jornal Gazeta Wyborcza e o semanário Przekrój) e o jornal britânico The Observer publicaram artigos sobre o boato. O artigo também afirmava, falsamente, que havia uma rua Henryk Batuta em Varsóvia. Os criadores do artigo, segundo a imprensa chamavam a si mesmos de "O Exército Batuta" (pl. "Armia Batuty"), aparentemente queriam chamar a atenção para o fato de que ainda havia lugares na Polônia nomeados em homenagem a comunistas, que "não merecem tal honra".